# Cherokee, Oklahoma
Cherokee är administrativ huvudort i Alfalfa County i Oklahoma. Två järnvägsstationer, i var sin ända av Main Street, hade stor betydelse för ortens tidiga utveckling.